# Міжзоряний прямоточний двигун Бассарда

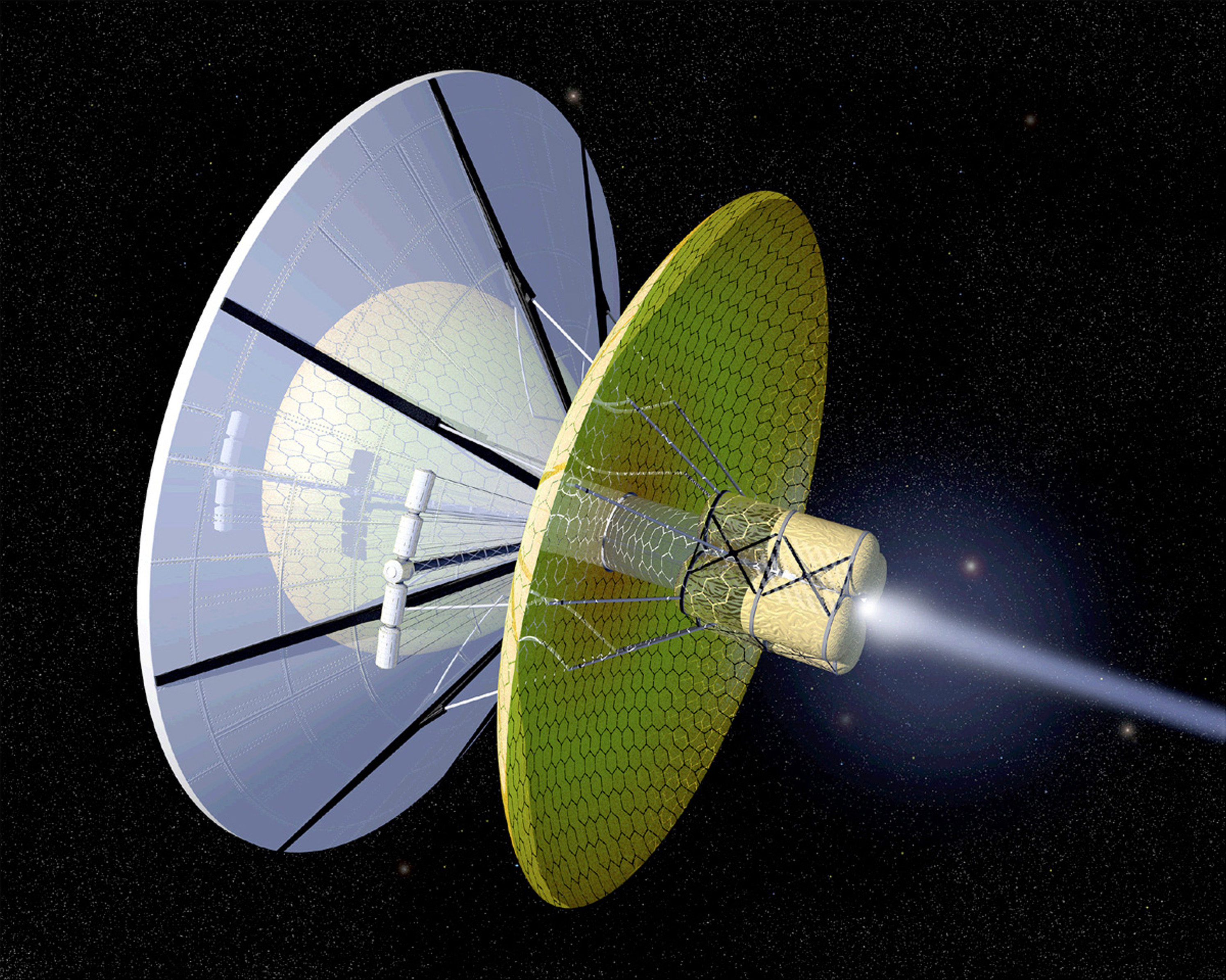
Концепція художника прямоточного реактивного двигуна Бассарда. Основний компонент справжнього прямоточного реактивного двигуна – електромагнітне поле шириною в милю – невидимий.

Міжзоряний прямоточний повітряно-реактивний двигун (ППРД) Бассарда (англ. Bussard ramjet) — це концепція ракетного двигуна для міжзоряних польотів, запропонована фізиком Робертом Бассардом у 1960 році . У своїй роботі «Galactic Matter and Interstellar Flight» він описав концепцію використання міжзоряного середовища (водню і пилу) як пального для термоядерного синтезу. Ідея полягала у тому щоб позбутися необхідності брати з собою запас реакційної маси для тривалих польотів. 

## Концепція та будова
Швидко рухомий космічний апарат мав забирати водень з міжзоряного середовища за допомогою величезного магнітного поля у формі воронки. За сучасними підрахунками магнітний ковш, залежно від припущень, може простягатися від тисяч кілометрів до приблизно 150 мільйонів кілометрів; водень мав стискатись доти, доки не відбуватиметься термоядерний синтез, що забезпечуватиме тягу для протидії опору, створюваному воронкою, та енергію для живлення магнітного поля. 
У 1969 році Джон Фішбек запропонував робочий магнітний ковш. Стаття є дуже технічною, з витонченими припущеннями та розглядом багатьох аспектів, таких як втрати випромінювання, тепловий розподіл міжзоряного газу та механічне навантаження, що чиниться силою Лоренца на котушки джерела. Сучасні повторні аналізи геометрії магнітного ковша Фішбека підкреслюють серйозні обмеження щодо досяжних градієнтів поля та напружень котушки, ставлячи під сумнів можливість створення працездатної воронки з доступних матеріалів та енергії.

## Теоретична ефективність та обмеження
1. Міжзоряне середовище
2. Збирання та стиснення  водню
3. Транспортування водню поряд з корисним навантаженням
4. Ядерний синтез
5. Сопло двигуна
6. Струмінь відхідних газів

ППРД Бассарда в дії.

Міжзоряне середовище містить речовину в кількості близько 10−21 кг/м³, в основній масі — іонізований і неіонізований водень, невелика кількість гелію і практично ніяких інших газів в помітній кількості. Відповідно, через колектор космічного зонда повинен пропускатися об'єм простору порядку 1018 м³ для збору одного грама водню. Подібний обсяг вимагає величезного діаметра електромагнітного (електростатичного іонного) збирача і надзвичайно великої напруженості поля.
Виходячи зі складу міжзоряного середовища (в основному водень), саме термоядерний синтез на водневій реакції був запропонований Бассардом в початковій концепції двигуна. На жаль, протон-протонний цикл непридатний для використання в силу виняткової складності його здійснення в термоядерному реакторі. Відповідно, більш придатні термоядерні реакції інших типів, зокрема 2H + 2H → 3He + 1n + 18 МэВ, або 2H + 3H → 4He + 1n + 20 МеВ, але необхідні для них ізотопи надзвичайно рідкісні у складі міжзоряного середовища.
У концепції двигуна Бассард, водночас, існують значні теоретичні проблеми через фактор опору міжзоряного середовища — передача імпульсу від зустрічного потоку речовини на колектор і далі космічний апарат, що вимагає перевищення тяги двигуна над показником опору.
Ще одним недоліком термоядерного прямоточного двигуна (навіть на найбільш ефективному протон-протонному циклі) є обмеженість швидкості, якої може досягти оснащений ним космічний апарат (не більше 0,119c = 35,7 тис. км/с). Це пов'язано з тим, що при уловлюванні кожного атома водню (який можна в першому наближенні вважати нерухомим відносно зір) космічний апарат втрачає певний імпульс, який вдасться компенсувати тягою двигуна тільки якщо швидкість не перевищує деякої межі. Для подолання цього обмеження необхідно якомога повніше використання кінетичної енергії атомів, що є досить важким завданням.

## Пов'язані винаходи

### Ram Augmented Interstellar Rocket (RAIR)
Проблема використання міжзоряного середовища як єдиного джерела палива привела до дослідження RAIR. RAIR перевозить запас ядерного палива і випускає продукти реакції для створення частини тяги. Однак вона значно підвищує свою продуктивність, забираючи міжзоряне середовище і використовуючи його як додаткову реакційну масу для підсилення ракети. Система руху RAIR складається з трьох підсистем: термоядерного реактора, поля захоплення та плазмового прискорювача. Паливо запускається попереду корабля за допомогою прискорювача. Поле захоплення направляє паливо в інший прискорювач (це може бути, наприклад, система теплообміну, що передає теплову енергію від реактора безпосередньо до міжзоряного газу), який отримує енергію від реактора. Один з найкращих способів зрозуміти цю концепцію — уявити, що водневе ядерне паливо, яке знаходиться на борту, діє як джерело енергії, тоді як міжзоряний газ, зібраний ковшем і виведений з великою швидкістю ззаду, діє як рушій (реакційна маса), тому транспортний засіб має обмежений запас палива, але необмежений запас рушійної сили. Звичайний прямоточний двигун Бассарда мав би нескінченний запас обох. Звичайний прямоточний реактивний двигун Бассарда мав би нескінченний запас обох. Однак теорія передбачає, що там, де ППРД Бассарда зазнавав би опору через необхідність попереднього прискорення міжзоряного газу до своєї власної швидкості перед всмоктуванням, система RAIR могла б передавати енергію через механізм «прискорювача» до міжзоряного середовища, незважаючи на різницю в швидкості, і тому зазнавала б набагато меншого опору.

### Лазерний ППРД
Іншим варіантом є використання енергії, що передається променем, у поєднанні з апаратом, який видобуває водень з міжзоряного середовища. Лазерна система в Сонячній системі передає енергію променем на колектор на апараті, який використовує щось на зразок лінійного прискорювача для створення тяги. Це вирішує проблему термоядерного реактора для ППРД. Існують обмеження через ослаблення енергії променя з відстанню.

### Магнітне вітрило
Розрахунки (Роберта Зубріна та Дани Ендрюс) надихнули на ідею створення магнітного парашута або вітрила. Це може бути важливим для міжзоряних подорожей, оскільки це означає, що гальмування в пункті призначення можна здійснювати за допомогою магнітного парашута, а не ракети.

## Культура
Концепція двигуна Бассарда активно використовується в науковій фантастиці. У романі Пола Андерсона «Тау — нуль» ППРД виступає як ключовий двигун, який дозволяє зорельоту досягти релятивістських швидкостей, створюючи драматичні обставини. У серії книг Ларрі Нівена «Відомий космос» ППРД Бассарда зображені як стандартна технологія далекого космічного майбутнього, що визначає розвиток його всесвіту. Вернор Вінжі у серії «Зони думки» включає ППРД як механізм міжзоряних подорожей інтегруючи його в правила функціонування зон простору
. Карл Саган у телесеріалі та книзі «Космос» популяризував концепцію серед масової аудиторії, показуючи її як серйозну інженерну ідею, а не лише як фантастичний елемент.  